# Orobanche laxissima
Orobanche laxissima är en snyltrotsväxtart som beskrevs av Uhlich, Rätzel. Orobanche laxissima ingår i släktet snyltrötter, och familjen snyltrotsväxter. Inga underarter finns listade i Catalogue of Life.